# Wa

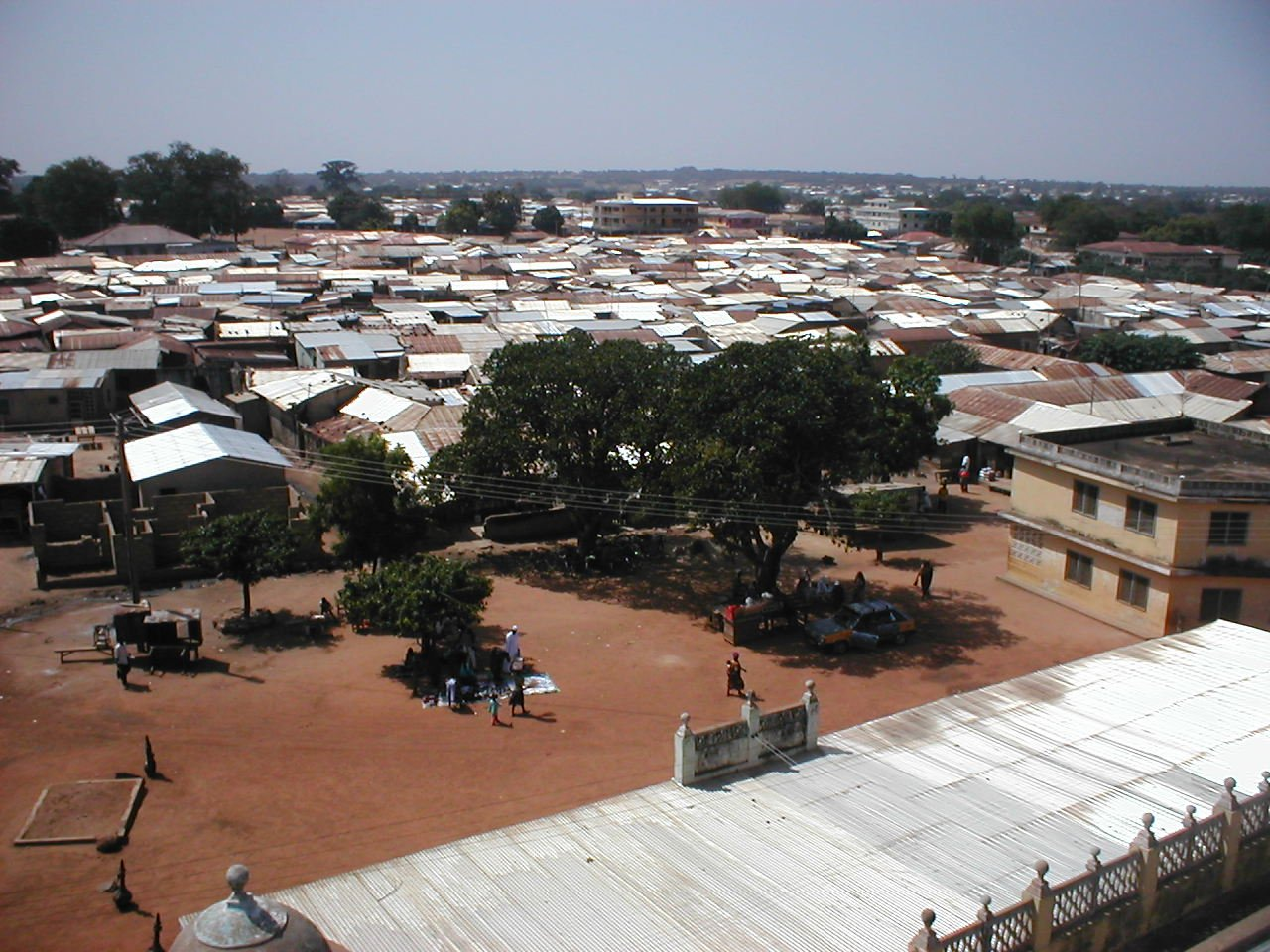
Vy över Wa.

Wa är en stad i Ghana och är huvudstad i regionen Upper West. Staden hade 71 340 invånare vid folkräkningen 2010, och är walafolkets huvudort. Majoriteten (65,9 % vid folkräkningen 2010) av invånarna är muslimer. Staden är säte för Wa-Na, hövdingen över walafolkets traditionella område. Staden består av bland annat flera moskéer, Wa-Na-palatset, ett museum och ett flodhästreservat. Staden fungerar även som transportnav i de nordvästra delarna av Ghana, med huvudvägar som leder söderut till Kumasi, norrut till Hamile och Burkina Faso samt nordöst till Tumu. Det finns även en mindre flygplats.